# Divize C 1986/1987
V soubojích 22. ročníku České divize C 1986/87 se utkalo 16 týmů dvoukolovým systémem podzim–jaro. Tento ročník začal v srpnu 1986 a skončil v červnu 1987.

## Nové týmy v sezoně 1986/87
Z 2. ligy – sk. A 1985/86 sestoupilo do Divize C mužstvo TJ Tatra Smíchov. Z krajských přeborů ročníku 1985/86 postoupilo vítězné mužstvo TJ Jiskra Ústí nad Orlicí z Východočeského krajského přeboru a TJ Rudá hvězda Strašnice z Pražského přeboru. Také sem bylo přeřazeno mužstvo TJ Kompresory ČKD Praha z Divize B.

## Výsledná tabulka
| Poř. | Tým                           | Z  | V  | R  | P  | VG | OG | B  |
| ---- | ----------------------------- | -- | -- | -- | -- | -- | -- | -- |
| 1.   | TJ BSS Brandýs nad Labem      | 30 | 17 | 10 | 3  | 59 | 32 | 44 |
| 2.   | TJ Tatra Smíchov              | 30 | 16 | 9  | 5  | 55 | 31 | 41 |
| 3.   | SK Sparta Kutná Hora          | 30 | 13 | 7  | 10 | 43 | 34 | 33 |
| 4.   | TJ Spartak Choceň             | 30 | 14 | 4  | 12 | 46 | 37 | 32 |
| 5.   | VTJ Hradec Králové            | 30 | 12 | 7  | 11 | 40 | 34 | 31 |
| 6.   | TJ Jiskra Holice              | 30 | 12 | 7  | 11 | 42 | 51 | 31 |
| 7.   | TJ Slovan Elitex Liberec "B"  | 30 | 12 | 7  | 11 | 47 | 58 | 31 |
| 8.   | TJ Lokomotiva Trutnov         | 30 | 13 | 3  | 14 | 53 | 42 | 29 |
| 9.   | TJ Transporta Chrudim         | 30 | 11 | 7  | 12 | 49 | 46 | 29 |
| 10.  | TJ Spartak Hradec Králové "B" | 30 | 11 | 7  | 12 | 45 | 43 | 29 |
| 11.  | TJ Slavoj Vyšehrad            | 30 | 11 | 7  | 12 | 33 | 37 | 29 |
| 12.  | TJ Admira Praha 8             | 30 | 10 | 9  | 11 | 42 | 54 | 29 |
| 13.  | TJ Náchod                     | 30 | 9  | 9  | 12 | 47 | 51 | 27 |
| 14.  | TJ Kompresory ČKD Praha       | 30 | 9  | 8  | 13 | 35 | 40 | 26 |
| 15.  | TJ Jiskra Ústí nad Orlicí     | 30 | 10 | 5  | 15 | 38 | 44 | 25 |
| 16.  | TJ Rudá hvězda Strašnice      | 30 | 5  | 4  | 21 | 28 | 68 | 14 |

Poznámky:
- Z = Odehrané zápasy; V = Vítězství; R = Remízy; P = Prohry; VG = Vstřelené góly; OG = Obdržené góly; B = Body

|  | Postup do 3. ligy – sk. A 1987/88                |
|  | Sestup do příslušného oblastního přeboru 1987/88 |